# Chiesa della Madonna di Loreto (Ziano di Fiemme)
La chiesa della Madonna di Loreto è la parrocchiale a Ziano di Fiemme, in Trentino. Risale al XVI secolo.

## Storia

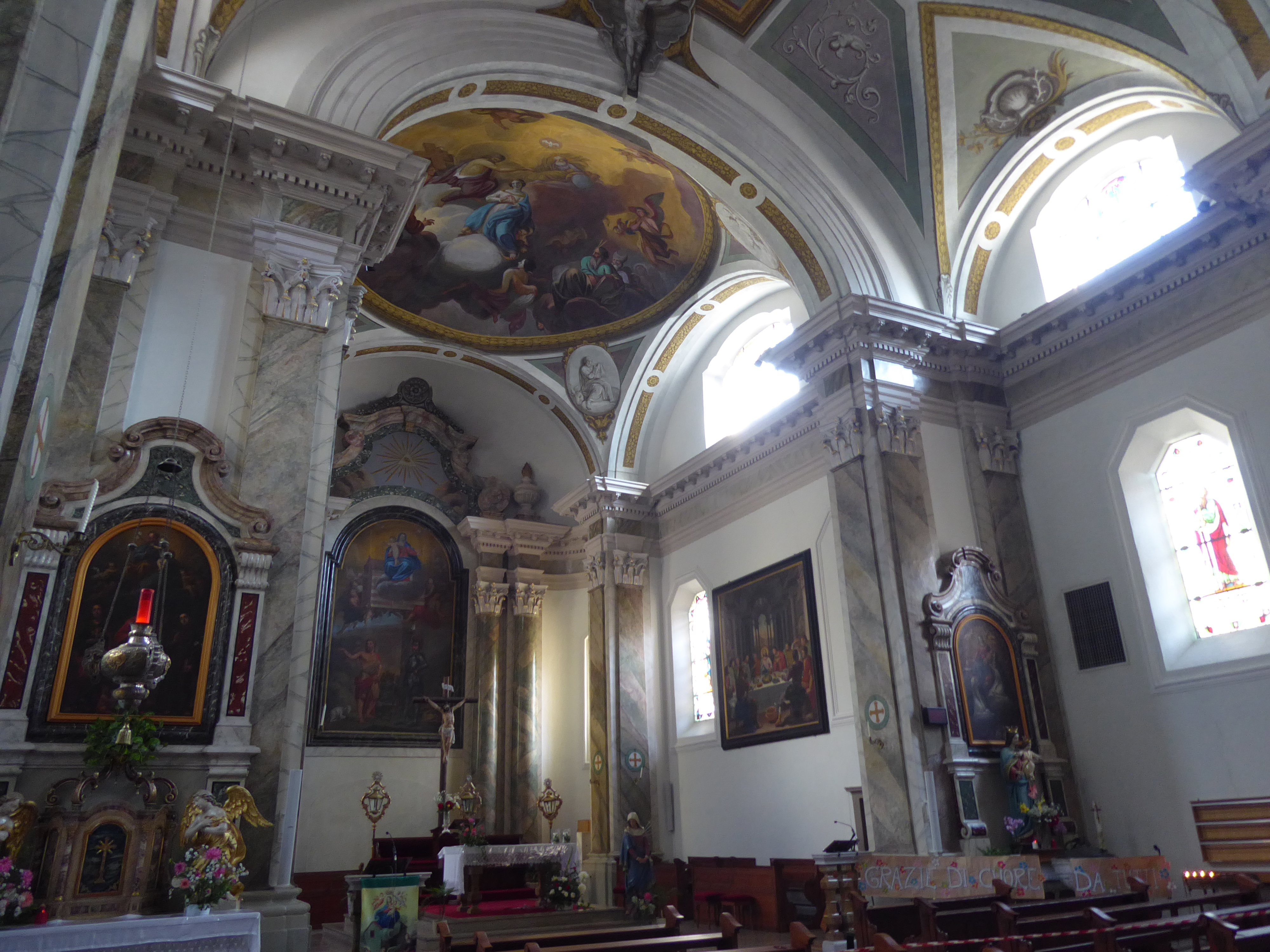
Interno

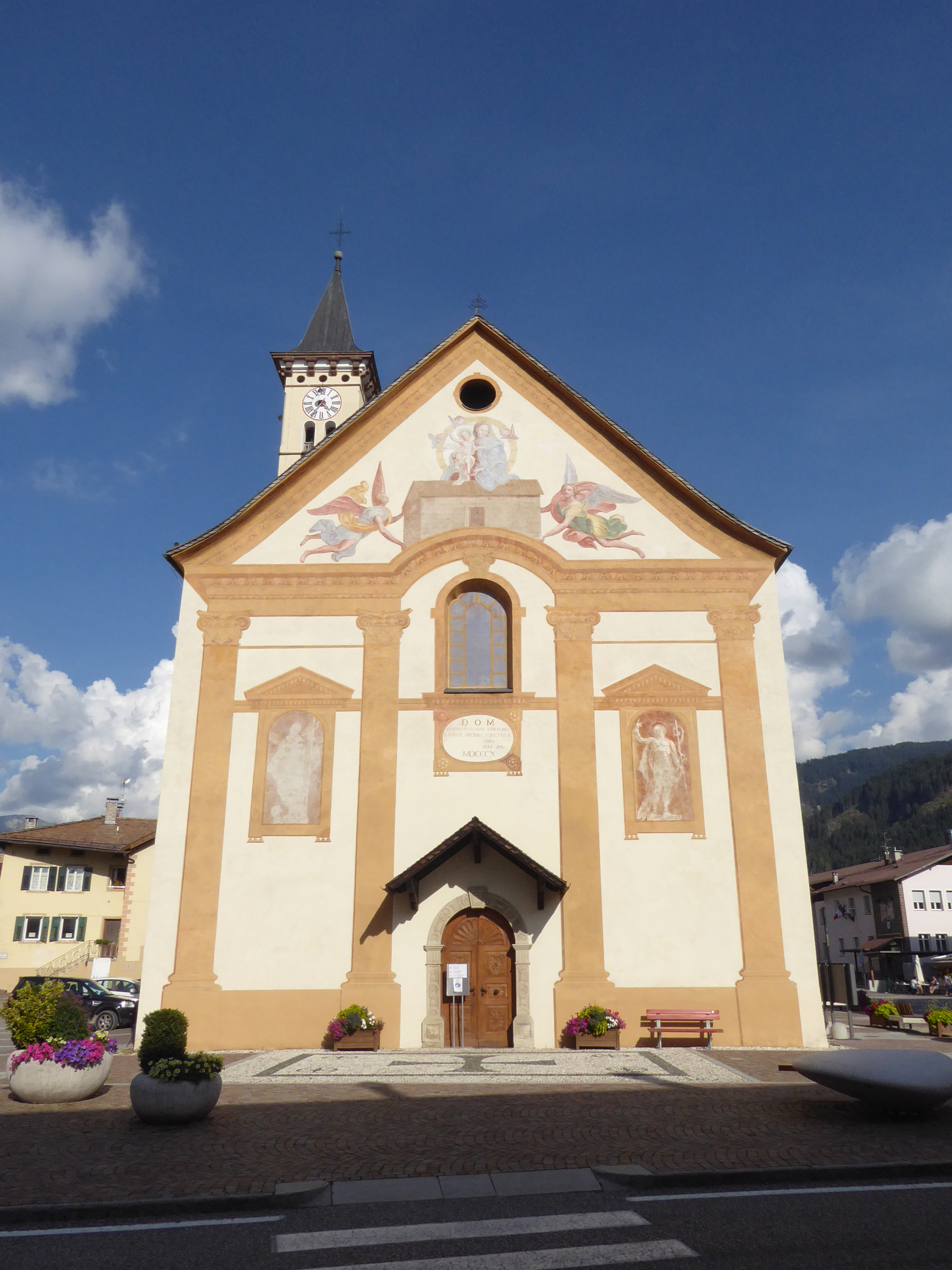
Facciata

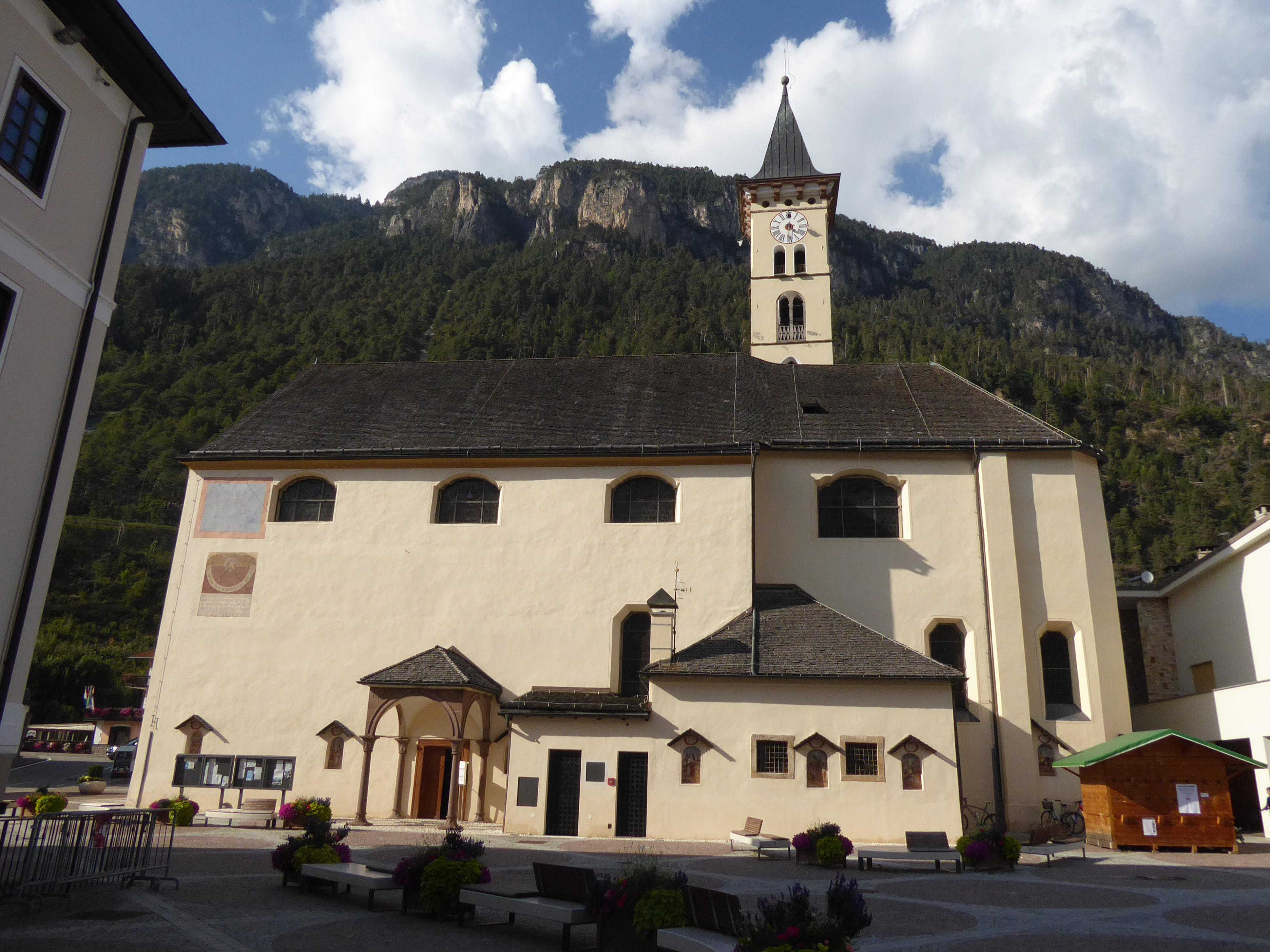
chiesa vista di lato

L'erezione dell'edificio venne completata nel 1666, ed in tale data venne benedetta. Circa venti anni dopo divenne curazia, sussidiaria della pieve di Tesero.
L'erezione della torre campanaria prese inizio nel 1690 ma non ci sono dati certi sulla conclusione dei lavori. La solenne consacrazione venne celebrata nel 1698.
A partire alla metà del XVIII secolo ed in fasi successive la chiesa venne ampliata per adeguarla alle esigenze dei fedeli procedendo anche alla sistemazione del cimitero accanto alla chiesa. 
La fase più importante di questa ristrutturazione si ebbe all'inizio del XIX secolo quando l'edificio iniziò ad assumere l'aspetto che poi avrebbe conservato in seguito. Venne decorata ad affreschi la Via Crucis vicina e lo stesso si fece per l'intera facciata.

Il periodo tra il 1815 ed il 1818 vide il fermo delle attività che ripresero solo più tardi superate difficoltà nella conduzione dei lavori, così la struttura fu completata attorno al 1821. Intanto era divenuta curazia autonoma. L'arcivescovo Francesco Saverio Luschin la consacrò con cerimonia solenne nel 1828.
A partire dalla metà del XIX secolo venne sopraelevato il campanile e furono riparate le coperture danneggiate da un incendio.
Ebbe dignità di parrocchia dal 1905.
Nuovi lavori interessarono l'edificio per tutto il XX secolo, in particolare nella seconda metà.
Venne abbattuto il portico che stava davanti alla facciata, si eseguì una ritinteggiatura agli interni ed agli esterni, si misero a norma gli impianti con l'installazione di un sistema di riscaldamento, si apportò il necessario adeguamento liturgico, vennero rifatte le coperture e fu riparato anche il campanile che era stato colpito da un fulmine.